# Берсани, Пьер Луиджи
Пьер Луи́джи Берса́ни (итал. Pier Luigi Bersani [pjɛr luˈiːdʒi berˈsaːni]; род. 29 сентября 1951) — итальянский политик, министр в левоцентристских кабинетах в 1996—2001 и в 2006—2008. Председатель Демократической партии с 25 октября 2009 по 20 апреля 2013 года.

## Биография
Родился в Беттоле (регион Эмилия-Романья). Изучал философию в Болонском университете. Был членом Итальянской коммунистической партии и Партии демократических левых сил.
В 1993 году занял должность президента региона Эмилия-Романья, в 1995 выиграл первые прямые выборы президента региона. В 1996—2001 годах последовательно был министром промышленности, коммерции и туризма, а затем министром транспорта (с 1999) в кабинетах Романо Проди, Массимо Д'Алема и Джулиано Амато. После перехода левоцентристов в оппозицию занимал различные партийные посты. В 2004—2006 также был депутатом Европарламента, участвовал в работе комиссии по экономической и денежной политике (ECON).
В 2006—2008 занимал пост министра экономического развития в кабинете Романо Проди.
На состоявшихся 25 октября 2009 года выборах главы Демократической партии, в которых приняло участие 2,5 миллиона человек, Берсани был избран председателем.
25 ноября 2012 года победил с результатом 44,9 % голосов в первом туре предварительных выборов кандидата на пост премьер-министра Италии от коалиции Италия. Общее благо. 2 декабря 2012 года получил 60,9 % против 39,1 % у вышедшего вместе с ним во второй тур Маттео Ренци.
22 марта 2013 года президент Италии Джорджо Наполитано поручил Берсани сформировать новое правительство, но тому не удалось заручиться поддержкой других партий, необходимой для создания коалиции, и новый кабинет возглавил Энрико Летта.
20 апреля 2013 года ушёл в отставку с должности национального секретаря Демократической партии из-за раскола партии на президентских выборах — кандидатуры Франко Марини и Романо Проди не получили достаточной поддержки выборщиков, и ситуацию спас только Джорджо Наполитано, ставший первым в истории Италии переизбранным на второй срок президентом.
6 января 2014 года Берсани перенёс операцию на мозге в университетском госпитале Пармы.
4 мая 2015 года Берсани в окончательном голосовании Палаты депутатов не поддержал одобренный большинством избирательный закон «Италикум», который инициировало правительство Ренци, контролируемое Демократической партией.
Вместе с Массимо Д'Алема поддержал основанное 25 февраля 2017 года усилиями Роберто Сперанца и губернатора Тосканы Энрико Росси движение Articolo 1 — Movimento Democratico e Progressista (ит., рус. «Статья 1 — Демократическое и прогрессивное движение»). Новое политическое объединение заявило о необходимости левой альтернативы политике Маттео Ренци и позднее оформилось как политическая партия Articolo Uno (Статья Один, или Первая статья).